# Blepephaeus grisescens
Blepephaeus grisescens là một loài bọ cánh cứng trong họ Cerambycidae.